# Vernichtungslager Sobibor

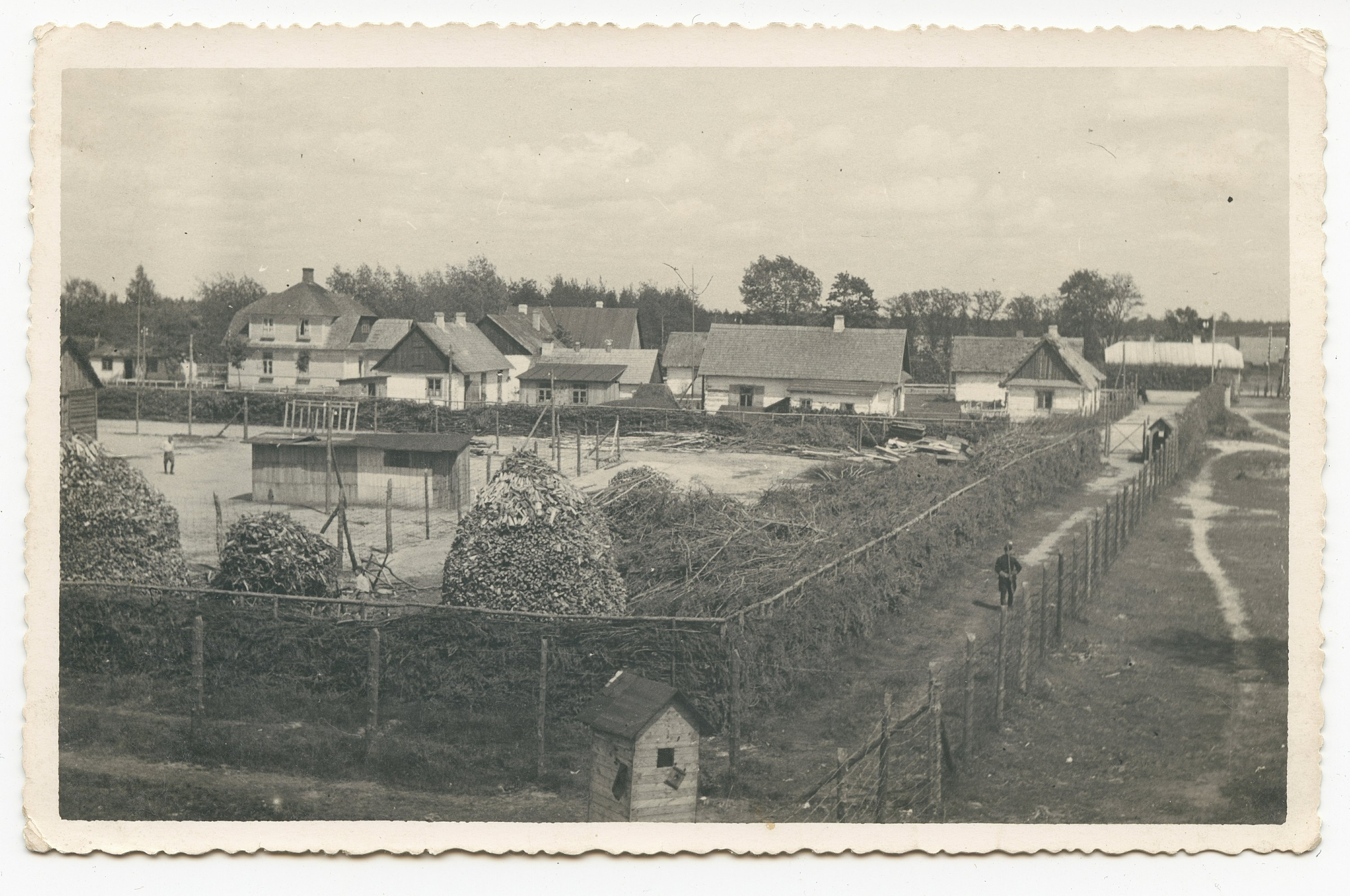
Teil des Vernichtungslagers im Sommer 1943, Blick nach Osten auf das Lager I, im Hintergrund die Bahnstrecke

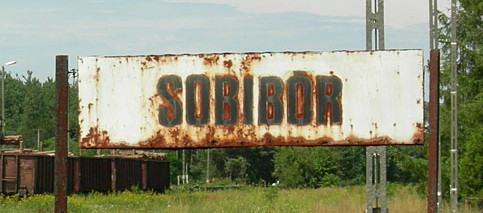
Schild des Bahnhofes (der Rampe), an dem die Häftlingstransporte in Sobibór ankamen (2007)

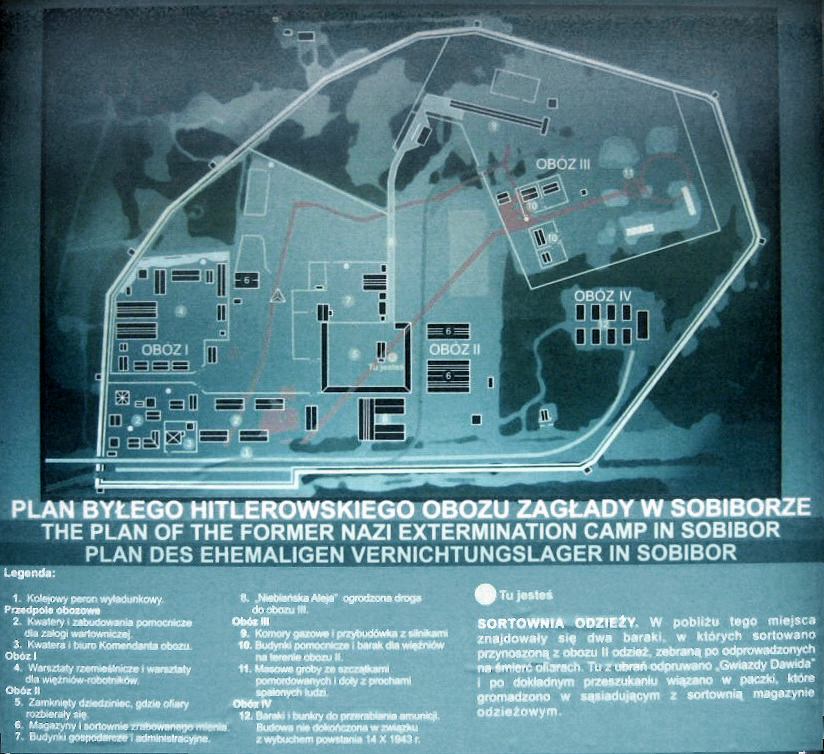
Karte des Lagers (Museum Sobibor)

Das Vernichtungslager Sobibor war ein deutsches Vernichtungslager im besetzten Polen während des Zweiten Weltkrieges. Es lag in der Nähe des etwa 500 Einwohner zählenden Dorfs Sobibór, eines Orts der Landgemeinde Włodawa, im südöstlichen Polen, an der Ostgrenze des damaligen Distrikts Lublin des Generalgouvernements, im heutigen Dreiländereck Polen–Belarus–Ukraine. Das Lager wurde Anfang 1942 errichtet und diente neben den Lagern Belzec und Treblinka als Vernichtungslager im Rahmen der „Aktion Reinhardt“, der planmäßigen Ermordung der Juden des Generalgouvernements. Im Vernichtungslager Sobibor wurden nach Schätzungen bis zu 250.000 Juden in Gaskammern ermordet, darunter alleine vermutlich 33.000 aus den Niederlanden.

## Aufbau des Lagers
Vermutlich gehen erste Planungen des Lagers auf den Herbst 1941 zurück. Anfang 1942 wurde ein Gelände von 12 Hektar Größe umzäunt; später wurde es auf 60 Hektar ausgedehnt. Die Bauarbeiten, die im März 1942 begannen, wurden von Richard Thomalla beaufsichtigt, der vorher die Bauaufsicht im Vernichtungslager Belzec geführt hatte. Die Struktur des Lagers mit zwei Lagerteilen entsprach dem Vorbild Belzecs; Sobibor wurde jedoch erheblich größer.
Das Lager I mit Kommandantenvilla, Waffenarsenal, Versorgungseinrichtungen und Unterkünften für rund 30 deutsche SS-Angehörige und 90 bis 120 „Trawniki-Männer“ lag unmittelbar am Bahngleis. In diesem Vorlager befanden sich zudem Baracken für durchschnittlich 50 jüdische Häftlinge, die dort in Reparaturwerkstätten und für Hilfsdienste eingesetzt waren.
Das Lager II war durch Sichtschutz abgeschirmt. Dort gab es neben Ställen und Anbauflächen für Gemüse mehrere Unterkünfte für 400 Häftlinge. In der Regel waren 18 deutsche SS-Angehörige zur Aufsicht eingeteilt. Leiter dieses Abschnitts war 1942 Paul Rost. Im Lager II wurde der gesamte Besitz der Opfer gesammelt, sortiert und gelagert. Von diesem Lagerteil aus führte ein 150 Meter langer und drei bis vier Meter breiter Gang, genannt „Himmelsstraße“, der mit Stacheldraht und eingeflochtenen Tannenzweigen eingefasst war, zur Vernichtungsstätte im Lager III.
Im Lager III stand ein Steingebäude mit Gaskammern, in denen die bereits im Lager II entkleideten Opfer durch Motorabgase erstickt wurden. Die Ermordeten wurden von einem Arbeitskommando in einer Grube verscharrt, die 60 Meter lang und 20 Meter breit war. Im Lager III befanden sich Küche und Unterkünfte für die Arbeitshäftlinge, die streng abgeschirmt von den anderen Lagerteilen die Leichenbeseitigung erledigen mussten. Ab Sommer 1942 mussten die Arbeitskommandos die Leichen exhumieren und verbrennen, bevor sie selbst ermordet wurden.
Im Juni 1943 wurde der äußere Zaun des Lagers zusätzlich vermint. Im Frühsommer 1943 begann man mit der Einrichtung eines vierten Lagerabschnitts, in dem Beutemunition gelagert und aufbereitet werden sollte; dieses Vorhaben wurde nach dem Aufstand von Sobibór im Oktober 1943 abgebrochen.
2014 wurden im Rahmen von im Jahr 2007 begonnenen archäologischen Ausgrabungen unter anderem Reste von vier ehemaligen Gaskammern wiederentdeckt (siehe Abschnitt „Archäologie“).

## Opfer
Mitte April 1942 wurden etwa 250 Juden aus einem nahegelegenen Arbeitslager bei einer „Probevergasung“ umgebracht. Anfang Mai bis Ende Juli 1942 wurden wahrscheinlich bis zu 90.000 Juden „fabrikmäßig“ getötet; danach musste die Aktion unterbrochen werden.
Am 16. Juli 1942 beschwerte sich der Persönliche Adjutant Heinrich Himmlers, SS-General Karl Wolff, beim Staatssekretär Albert Ganzenmüller über Gleisbaureparaturen auf der eingleisigen Strecke zum Vernichtungslager Sobibor. Dieser versprach, die Transportkapazitäten in andere Vernichtungslager zu steigern und die Arbeiten bis Oktober abzuschließen. In Sobibor wurde diese Zeit genutzt, um die drei vorhandenen Gaskammern durch zusätzliche Räume zu erweitern und die Kapazität damit auf etwa 1.200 Opfer zu verdoppeln.
Himmler besuchte das Lager am 12. Februar 1943. Da kein Transportzug erwartet wurde, schaffte man 100 Frauen aus Lublin ins Vernichtungslager Sobibor, um Himmler den Vernichtungsvorgang zu demonstrieren.
Eine genaue Bestimmung der Zahlen ist nicht möglich, da alle schriftlichen Unterlagen vernichtet wurden. Aussagen von polnischen Eisenbahnern und einzelne Zuglaufpläne erlauben grobe Schätzungen. Die Gesamtzahl der Ermordeten im Lager Sobibór wird auf 150.000 bis 250.000 Menschen geschätzt. Im Höfle-Telegramm, mit dem die Zahl der in den Vernichtungslagern Ermordeten weitergemeldet wird, werden für Sobibor zum Jahresende 1942 genau 101.370 getötete Juden summiert. Die Vernichtungsaktion lief jedoch weiter.
Dieter Pohl geht in einer Veröffentlichung aus dem Jahre 2011 von insgesamt 152.000 Opfern aus.
Unter Hinweis auf die Forschungen von Jules Schelvis wird auch eine Anzahl von 180.000 Menschen genannt, die bis Herbst 1943 in Sobibor umgebracht wurden. 2017 referierte Stephan Lehnstaedt neuere Forschungsergebnisse von Robert Kuwałek und Sara Berger, die für Sobibor von mindestens 179.618 bis maximal 238.900 Opfern ausgehen; Lehnstaedt selbst hält jedoch einen Schätzwert von 180.000 für realistisch.
Bis zum Frühsommer 1943 waren die Deportationen aus dem Generalgouvernement so gut wie abgeschlossen. Größtenteils handelte es sich bei den Opfern um polnische Juden, die im Rahmen der „Aktion Reinhardt“ in den Gaskammern von Sobibór ermordet wurden.
Später waren es auch Niederländer, Deutsche, Franzosen, Tschechen, Slowaken und sowjetische Staatsangehörige, die in Sobibór getötet wurden. Für den September 1943 sind noch einzelne Transporte aus Lida, Wilna und Minsk nachweisbar.
Am 5. Juli 1943 hatte Himmler vorgeschlagen, das Lager nach Auslaufen der Mordaktion in ein Konzentrationslager umzuwandeln und dort die Delaborierung von Munition vornehmen zu lassen. Dieser Plan wurde jedoch schon am 24. Juli aufgegeben.

## Aufstand
Am 14. Oktober 1943 kam es in Sobibór zu einem Aufstand mit anschließender Massenflucht. Planung und Durchführung der Revolte gingen mehrheitlich zurück auf sowjetische Kriegsgefangene jüdischer Herkunft aus Belarus unter Führung des Rotarmisten Alexander Petscherski und des Zivilgefangenen Leon Feldhendler.
Die Aufständischen töteten zwölf SS-Angehörige, darunter Josef Vallaster, und zwei Trawniki-Wachmänner. Viele Gefangene starben im Kugelhagel der Wachleute oder im Minenfeld außerhalb der Stacheldrahtumzäunung.
365 Gefangene konnten aus dem Lager fliehen, davon erreichten etwa 200 den naheliegenden Wald. Bis zum Ende des Krieges konnten nur 47 Flüchtlinge des Lagers untertauchen oder sich Partisanengruppen anschließen.
Die SS ermordete danach die zurückgebliebenen Lagergefangenen, die nicht hatten fliehen können. Die getöteten SS-Angehörigen wurden eingesargt und in Chełm auf dem Soldatenfriedhof mit militärischen Ehren begraben.
Das Lager wurde nicht weiter genutzt, sondern dem Erdboden gleichgemacht. Danach blieben ein unverdächtig aussehender Bauernhof und ein speziell aufgeforsteter Jungwald auf dem ehemaligen Gelände des Vernichtungslagers zurück.

## Täter und mutmaßliche Täter
Als Kommandant des Lagers wurde im April 1942 SS-Obersturmführer Franz Stangl eingesetzt. Er unterstand dem Inspekteur aller drei Vernichtungslager der Aktion Reinhardt, Christian Wirth, und dessen Vorgesetzten, dem SS- und Polizeiführer im Distrikt Lublin Odilo Globocnik. Zusammen mit Stangl kamen etwa 20 bis 30 SS-Angehörige nach Sobibór, die zuvor im Rahmen der Aktion T4 an der Ermordung von psychiatrischen Patienten und Behinderten beteiligt waren. Unterstützt wurden sie von ungefähr 90 bis 120 „Hilfswilligen“, die im Zwangsarbeitslager Trawniki ausgebildet worden waren.
Nur ein kleiner Teil der Täter wurde vor deutschen Gerichten angeklagt. Wirth war in Italien von Partisanen getötet worden. Globocnik hatte 1945 Selbstmord begangen. Stangl, der erst 1967 in Brasilien entdeckt worden war, wurde 1970 in Düsseldorf zu lebenslanger Haftstrafe verurteilt. Auch sein Stellvertreter, Gustav Wagner, wurde in Brasilien aufgespürt; er nahm sich laut Aussage seines Anwalts 1980 das Leben.
Nachfolger Stangls wurde Franz Reichleitner (September 1942 – November 1943). Vertreter blieb auch unter ihm in dieser Zeit Gustav Wagner.
Der SS-Mann Erich Hermann Bauer wurde 1947 von einem Überlebenden auf der Straße erkannt. Bauer wurde 1950 verurteilt und starb 1980 in der Haft. Am 25. August 1950 wurde der SS-Mann Hubert Gomerski vom Strafgericht Frankfurt zu lebenslanger Haft verurteilt, der mitangeklagte Johann Klier wurde freigesprochen. 1965 standen zwölf Angehörige des Lagerpersonals vor einem Gericht in Hagen (Sobibor-Prozess).
Fünf der Angeklagten wurden freigesprochen, der Angeklagte Kurt Bolender beging vor der Urteilsverkündung Suizid, Karl Frenzel wurde zu einer lebenslangen Zuchthausstrafe verurteilt. In Kiew wurden in den 1960er Jahren in zwei Prozessen ukrainische Wachmänner angeklagt, dabei wurden dreizehn Todesurteile und eine lebenslange Zuchthausstrafe verhängt.
Zu den Trawniki gehörte auch der Ukrainer John Demjanjuk, der von März bis September 1943 in Sobibór eingesetzt war. In einem der letzten NS-Kriegsverbrecherprozesse in Deutschland wurde er am 12. Mai 2011 vom Landgericht München II wegen Beihilfe zum Mord in mindestens 27.900 Fällen zu einer Freiheitsstrafe von fünf Jahren verurteilt. Dabei konnte Demjanjuk keine konkrete Tat individuell zugeschrieben werden, das Gericht betrachtete jedoch bereits seinen Dienst in Sobibór als ausreichend für eine Verurteilung, da er als Hilfswilliger dort „Teil der Vernichtungsmaschinerie“ gewesen sei; Demjanjuk habe die Begehung der Haupttat durch aktives Tun gefördert. Das Urteil wurde bis zum Tode von Demjanjuk im März 2012 nicht rechtskräftig, da er im Alter von 91 Jahren verstarb, bevor über eine Revision entschieden wurde.

## Gedenken

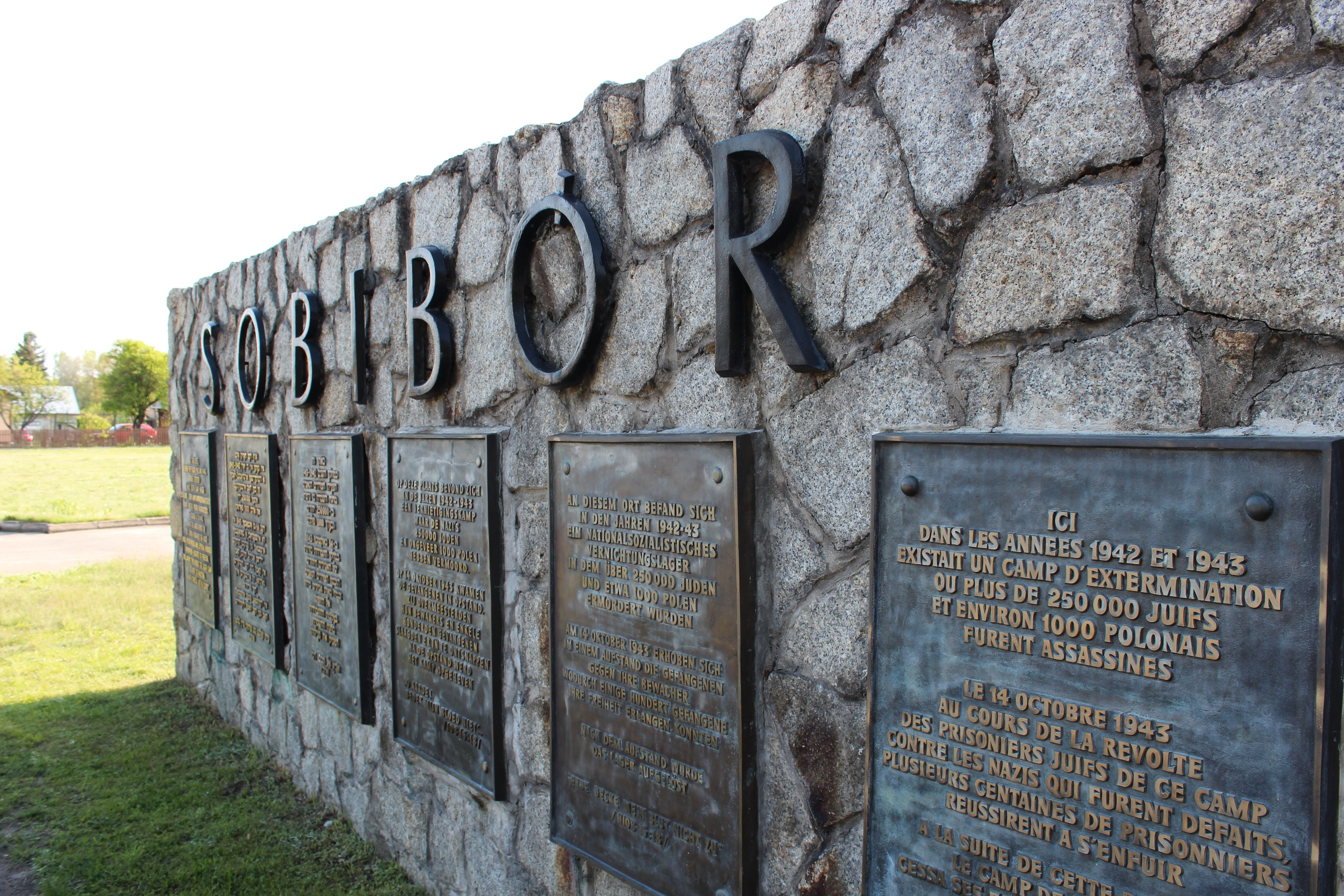
Gedenktafeln – nach 1993 aufgestellt auf Initiative von Thomas Blatt, einem Überlebenden des Aufstandes

### Aktionen
Vom 30. Juni bis zum 4. Juli 2014 reiste der Niederländer Jules Schelvis erneut, wie vor 71 Jahren, mit der Bahn von Amsterdam nach Sobibór. Er hatte als einziger der über 3000 Deportierten dieses Transportes das Vernichtungslager überlebt. In Amsterdam, Berlin und Lublin gaben die ohne Gage auftretenden Musiker des niederländischen Nationalen Symphonie- und Kammerorchesters je ein Konzert und Jules Schelvis las den erschütternden Bericht dieses Transportes.

### Archäologie

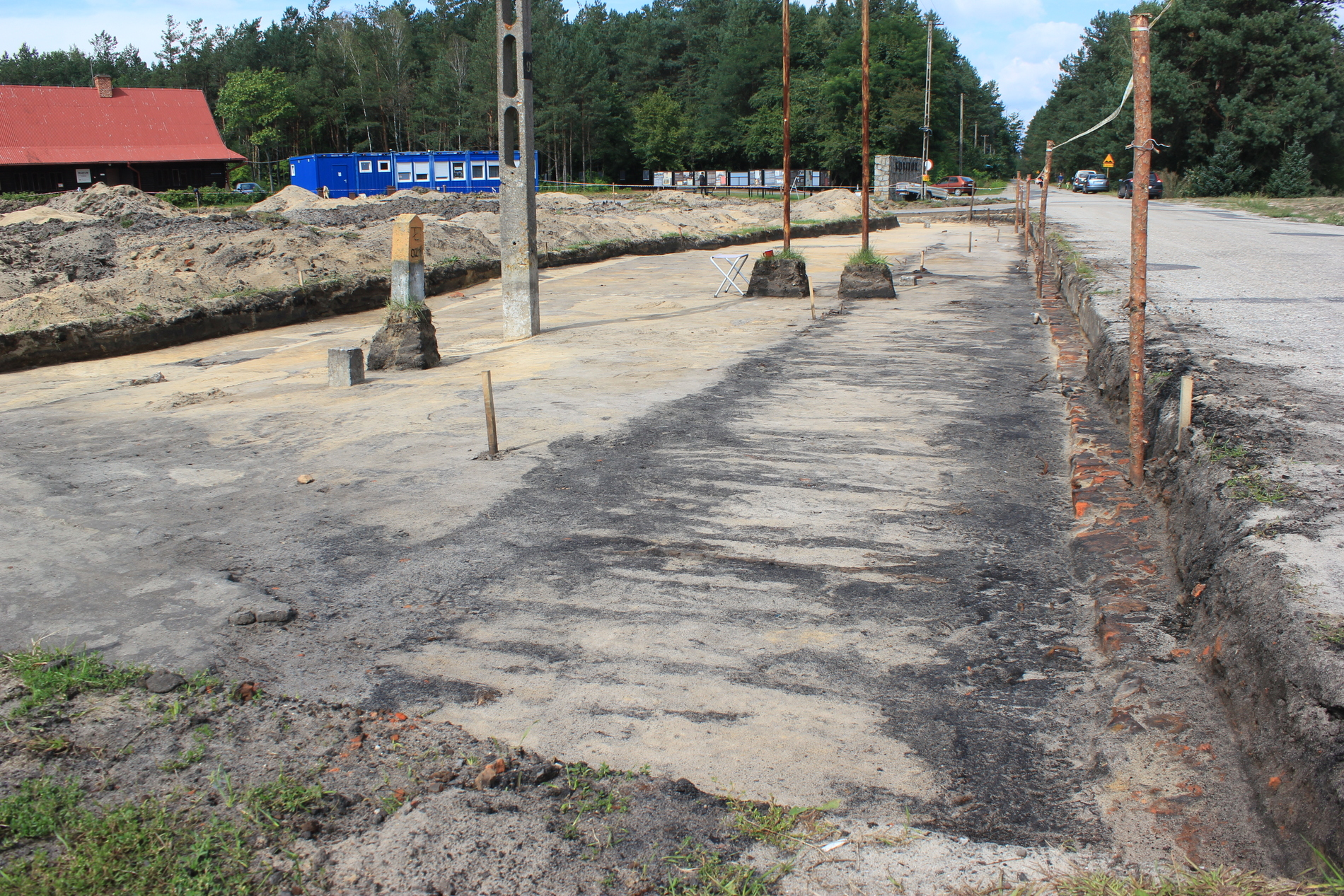
Archäologische Ausgrabungen im Bereich der ehemaligen Rampe (2014)

Im Jahr 2007 wurde auf dem Gelände mit archäologischen Grabungen begonnen: 2011 wurde dabei die „Himmelfahrtsstraße“, ein etwa 100 Meter langer, in ein Asphaltfeld mündender Weg entdeckt; in Folge 2014 die bis dahin unter der Asphaltdecke verborgenen Fundamente von vier Gaskammern ebenso wie ein zuvor verschütteter Brunnen im Lager I, von wo aus der Aufstand von Sobibór ausgegangen war. 
In den Brunnen hatten Inhaftierte wohl zahlreiche persönliche Gegenstände geworfen.
Damit ist das Lager Sobibor das einzige der Aktion Reinhardt, in dem der industriell betriebene Massenmord nicht nur durch Zeugenaussagen nachzuweisen ist, obwohl die Spuren und Zeugnisse der Verbrechen 1943 zum Zwecke der Vertuschung vernichtet wurden.

### Alte Gedenkstätte

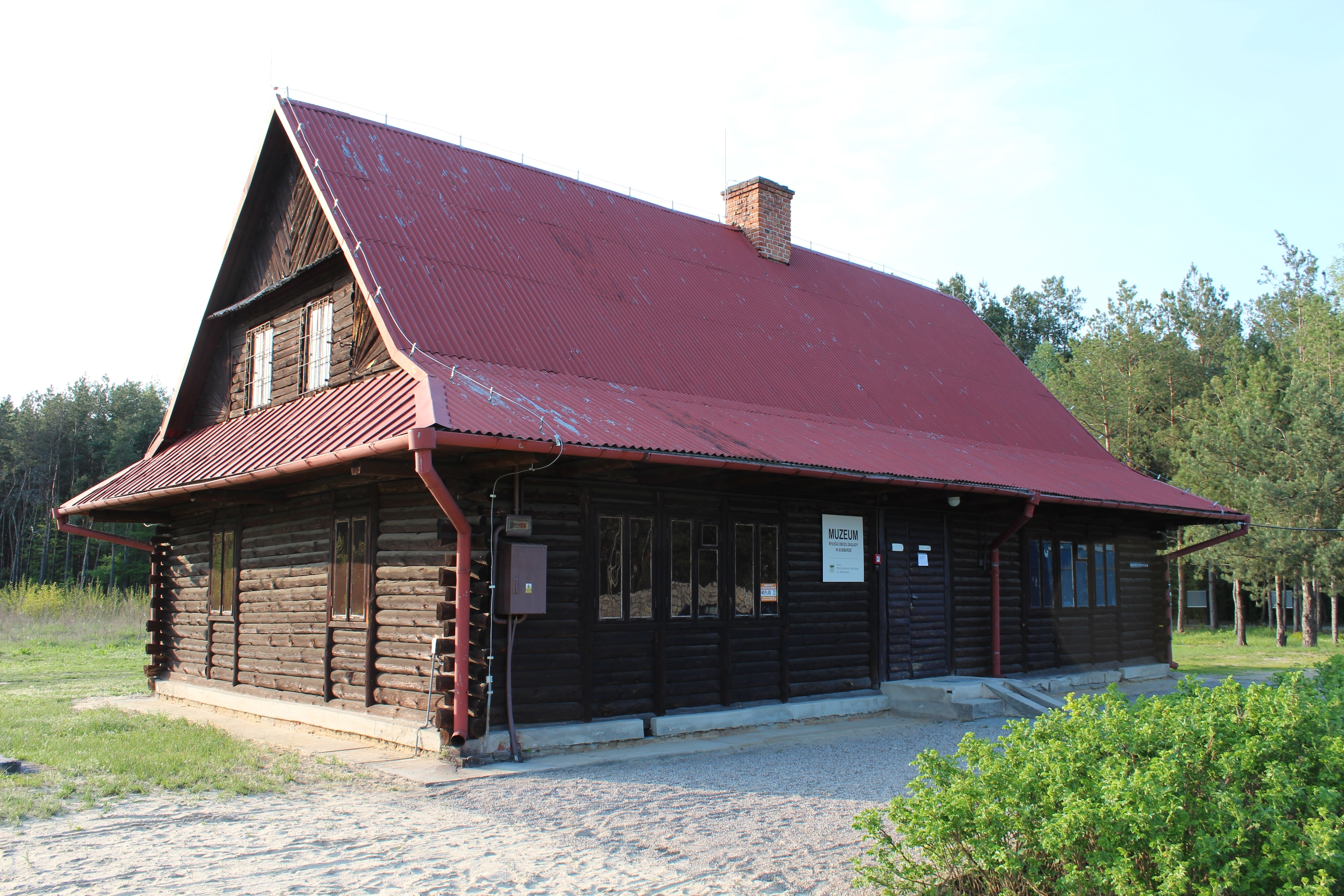
Das Gebäude, das von 1993 bis 2017 das Museum des ehemaligen Vernichtungslagers Sobibór beherbergte

1961 ließ der polnische Staat ein Mahnmal auf dem Aschefeld errichten. Erst 1993 wurden zum Jahrestag des Aufstandes ein kleines Museum eingerichtet und eine Gedenktafel ausgewechselt, auf der sich kein Hinweis auf die fast ausschließlich jüdischen Opfer befunden hatte.
2006 wurde mit Bäumen eine Gedenkallee gepflanzt. Die Gedenkallee folgt dem ehemaligen Weg, den die Gefangenen von der Rampe der Eisenbahn bis zu den Gaskammern gehen mussten.
Die Arbeit der Gedenkstätte und die Pflege der Anlagen wurde von einigen wenigen polnischen Mitarbeitern und Historikern getragen und von privaten Initiativen, insbesondere von der niederländischen „Stichting Sobibor“, von Jules Schelvis und Thomas Toivi Blatt, dem Bildungswerk Stanislaw Hantz e. V., der Naturfreundejugend NRW um Georg Bückle und einigen wenigen anderen, sehr oft Hinterbliebene der Opfer, unterstützt.
Im Juni 2011 musste die Gedenkstätte wegen Geldmangels des Landkreises schließen. Eine Halbierung der Mittel für 2011 hatte zuvor schon die Entlassung der Hälfte der Mitarbeiter zur Folge, ab 2012 wollte das polnische Kulturministerium die Finanzierung übernehmen.
Am 26. September 2013 hatte das ARD-Fernsehmagazin Kontraste dazu die Staatsministerin im Auswärtigen Amt Cornelia Pieper mit den Worten zitiert: „Man hat uns gesagt, dass man bis jetzt Projekte in Sobibor mit anderen Partnern vorbereitet, also mit den Ländern, die davon betroffen waren, die dort auch Inhaftierte hatten. Da war Deutschland nicht dabei.“ Die Fernsehjournalisten kommentierten diese Worte als „Zynisch und falsch!“ und erinnern an die 20.000 deutschen Opfer in den Gaskammern von Sobibor laut dem Bundesarchiv.
Pieper erklärte, ihre Aussage gegenüber der ARD habe sich darauf bezogen, dass bei der Bekanntgabe des Architektenwettbewerbs für die Neugestaltung der Gedenkstätte Sobibór – zu welcher die Botschafter der Staaten eingeladen waren, die in Sobibór Opfer zu beklagen haben – von polnischer Seite auch auf ausdrückliche deutsche Nachfrage keine Erwartungen an eine Unterstützung durch die Bundesregierung formuliert worden seien.
Ein Vertreter der deutschen Botschaft in Warschau erklärte, die Bundesregierung sei nie offiziell um finanzielle Unterstützung für die Gedenkstätte Sobibór gebeten worden. Polens Vizeminister für Kultur und nationales Erbe, Piotr Zuchowski, bestätigte das, fügte aber hinzu, die polnische Seite habe immer wieder Interesse an einem deutschen Engagement signalisiert.
Im September 2008 verständigten sich die Regierungen von Polen und Israel, der Slowakei und den Niederlanden, die Gedenkstätte Sobibór neu zu gestalten.
2017 wurde das kleine alte Museum, ein ehemaliger Kindergarten, abgerissen, um Platz für einen Neubau zu schaffen. Im Oktober 2020, zum 77. Jahrestag des Aufstands von Sobibór, wurde ein Museum in der Gedenkstätte eröffnet.

### Neue Gedenkstätte

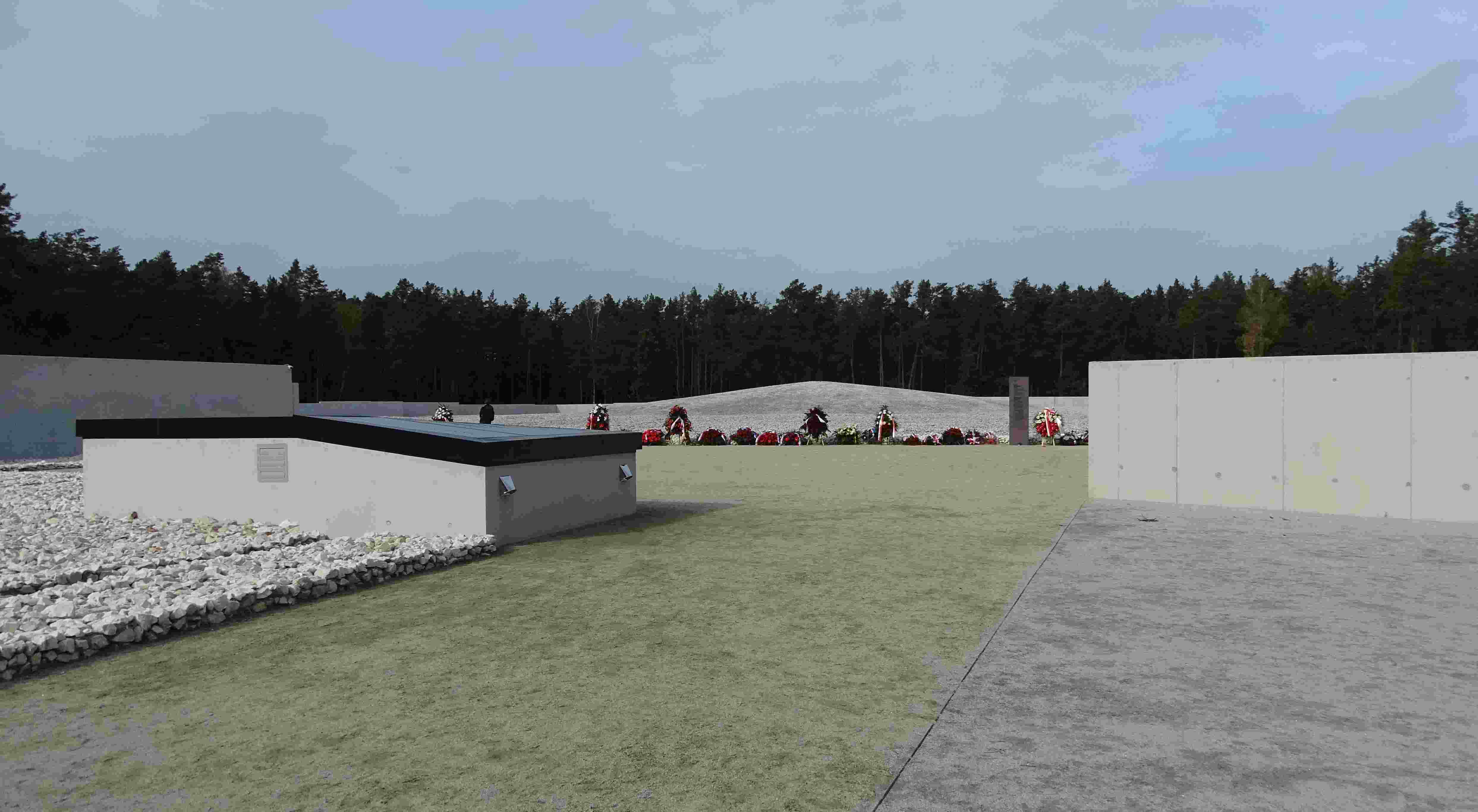
Einweihung der Gedenkstätte Sobibór am 12. Oktober 2023 Blick von der Gaskammer zum Aschehügel

Nach mehrjähriger Bauzeit wurde am 12. Oktober 2023 die neue Gedenkstätte Sobibor feierlich eingeweiht.
Neben zahlreichen Regierungsvertretern und Vertretern der Botschafter waren auch viele Nachkommen anwesend. Mit der neu gestalteten Gedenkstätte wurde auch die Gedenkallee neu aufgebaut. Alle alten Gedenksteine wurden neu aufgestellt. Die Himmelsstraße, der Schlauch und die Fundamente der Baracke, in denen die Haare geschoren wurden, und die Fundamente der Gaskammern sind zu sehen. Das neue Museum der Gedenkstätte war schon im Oktober 2020 eingeweiht worden.

### Gedenkallee, Gedenksteine

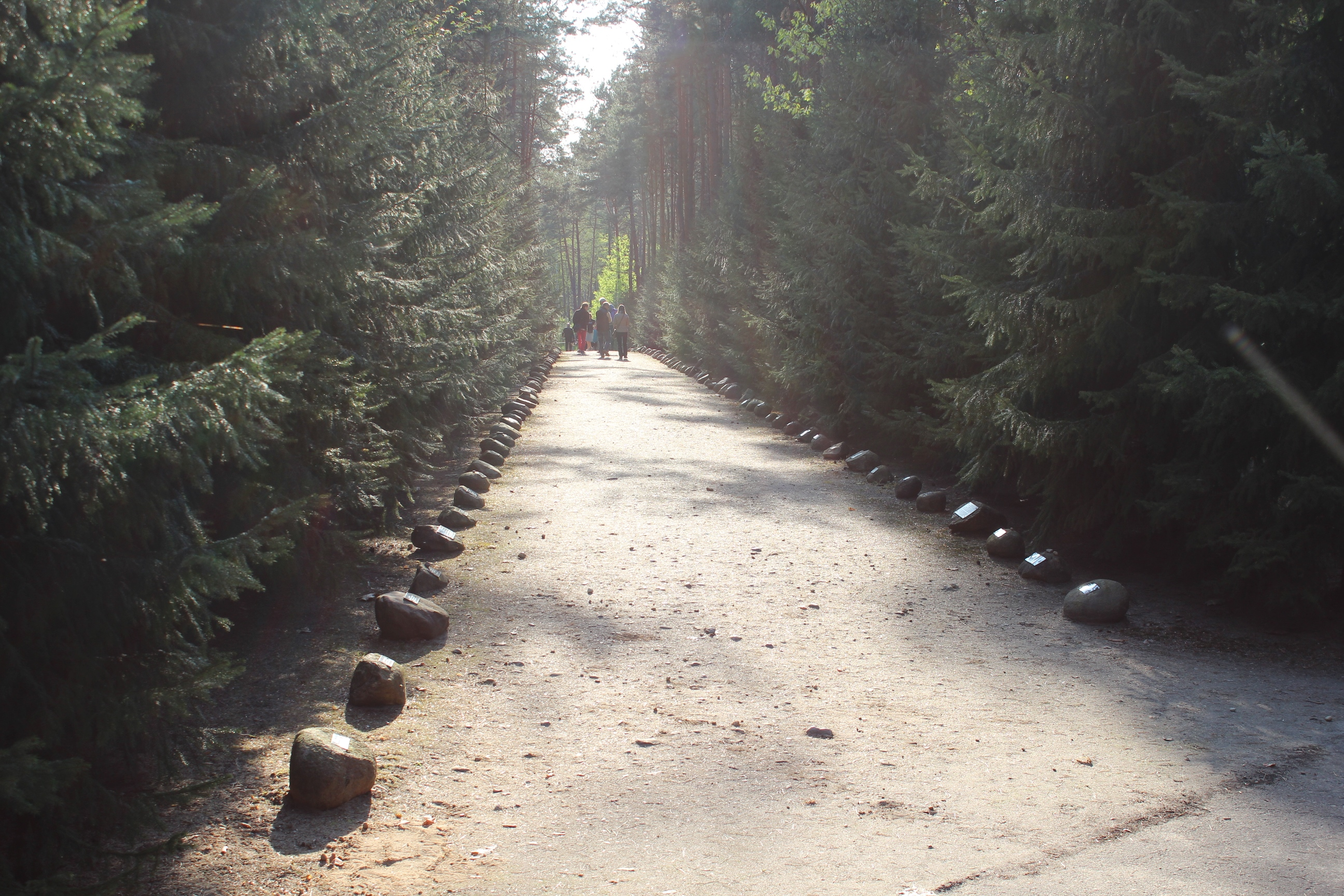
Viele der ca. 300 Gedenksteine für die Opfer in der Gedenkallee wurden von Hinterbliebenen aufgestellt

Mit dem Aufbau der Gedenkallee wurde 2003 begonnen. Sie befand sich auf der damalige „Himmelsstraße“, dem letzten Weg zur Gaskammer, so wie er damals bekannt war. Die feierliche Eröffnung war am 14. Oktober 2003, dem 60. Jahrestages des Aufstandes, durch Thomas Blatt im Beisein von über 150 Menschen.
Die Gedenkallee basiert auf der Idee von Mitarbeitern des Bildungswerks Stanisław Hantz e. V., an konkrete, einzelne Menschen zu erinnern. 
Der damalige Leiter der Gedenkstätte, Marek Bem, griff diese Idee auf. Es wurden Bäume gepflanzt und im Laufe der nächsten Jahre ca. 300 Gedenksteine von Hinterbliebenen und von Bürgern gestiftet, die unter anderen an jüdische Bürger erinnern wollen, die aus ihren Heimatorten verschwanden und nach Sobibór verschleppt wurden.
Während der jahrelangen archäologischen Arbeiten ab 2007 suchten die Wissenschaftler auch die Reste der Himmelsstraße, des „Schlauches“, deren genauer Verlauf 2011 einige Meter weiter gefunden wurde.

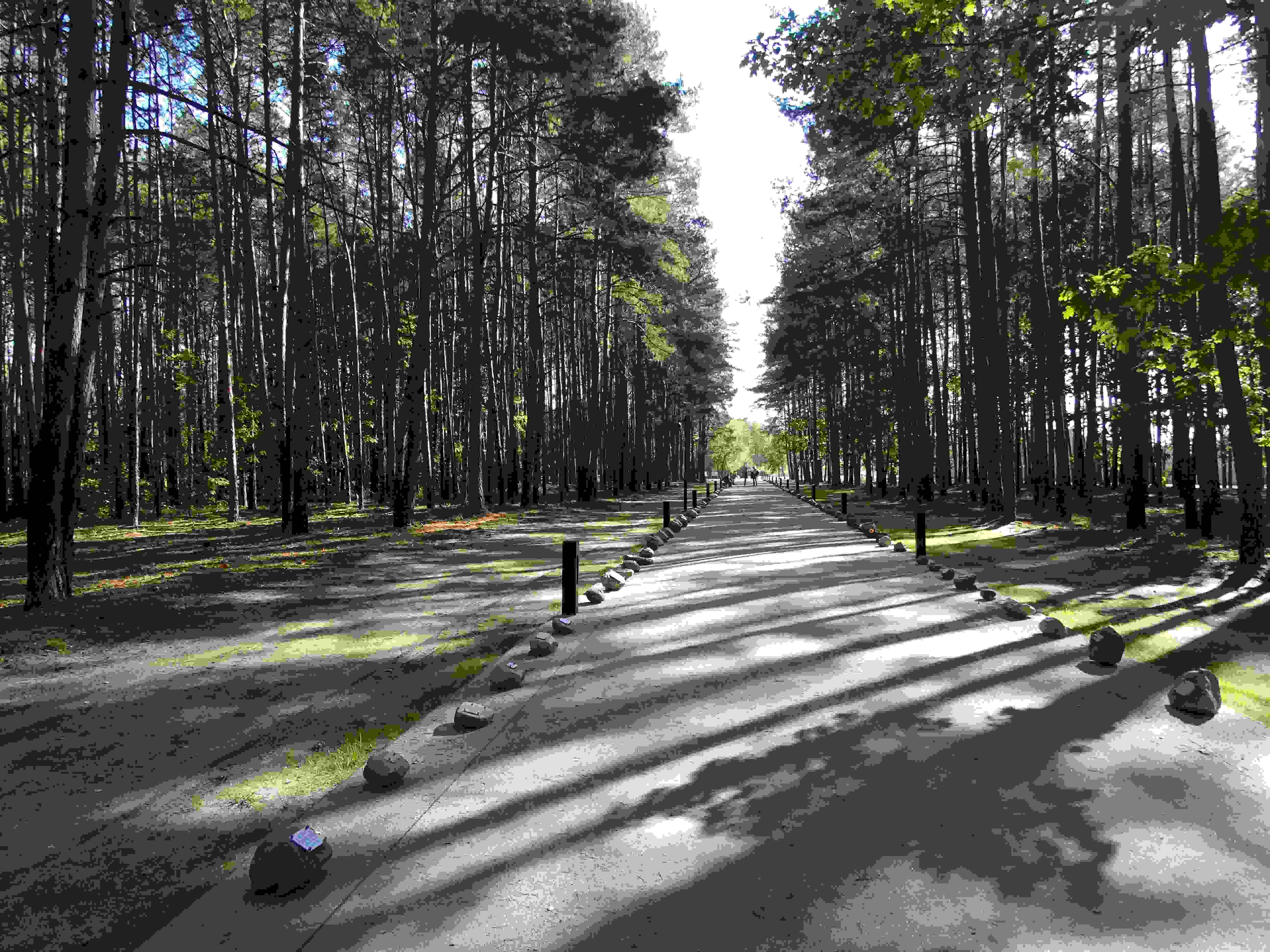
Die neugestaltete Gedenkallee mit den Gedenksteinen am Tag der Neueröffnung der Gedenkstätte

Bei der Neugestaltung der Gedenkstätte Sobibór, die 2008 von der polnischen Regierung beschlossen wurde, wurde die Gedenkallee nicht berücksichtigt. Den alten Weg zwischen den Serbischen Fichten wird es nicht mehr geben. Allerdings sollen die Gedenksteine nach Beendigung der Neugestaltung an einem anderen prominenten Ort in der Gedenkstätte wieder aufgestellt werden.
Am 14. September 2021 wurden die Gedenksteine deshalb zwischengelagert. Bei der Umlagerung trugen unter anderem kurzfristig angereiste Nachkommen von hier Ermordeten aus den Niederlanden und aus Deutschland zahlreiche Steine persönlich zum Zwischenlagerplatz.
Mit der Einweihung der neugestalteten Gedenkstätte am 12. Oktober 2023 wurde auch die Gedenkallee am neuen Ort, dem geraden Weg vom Museum zum Aschehügel, neu eingeweiht.

### Authentische Fotos
Im Jahr 2015 wurde eine private Sammlung mit mehr als 300 Bildern aus dem Besitz des SS-Untersturmführers Johann Niemann entdeckt. Niemann dokumentierte in zwei Alben und weiteren Einzelfotos seine ganze Karriere in der SS. Vom Konzentrationslager Esterwegen, über die Verbrechen der „Euthanasie“ bis zur „Aktion Reinhard“ in Belzec und Sobibór, wo er maßgeblich für die Umsetzung des Mordprogramms verantwortlich war.
Die Bilder zeigen zudem erstmals den 2011 in München verurteilten Trawniki-Mann Iwan Demjanjuk auf dem Lagergelände in Sobibór.

## Galerie

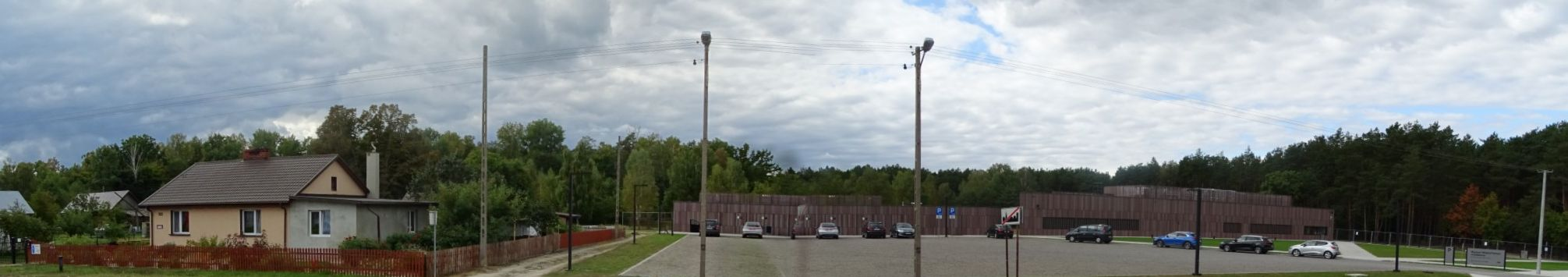
Museum Gedenkstätte Sobibor (2021)
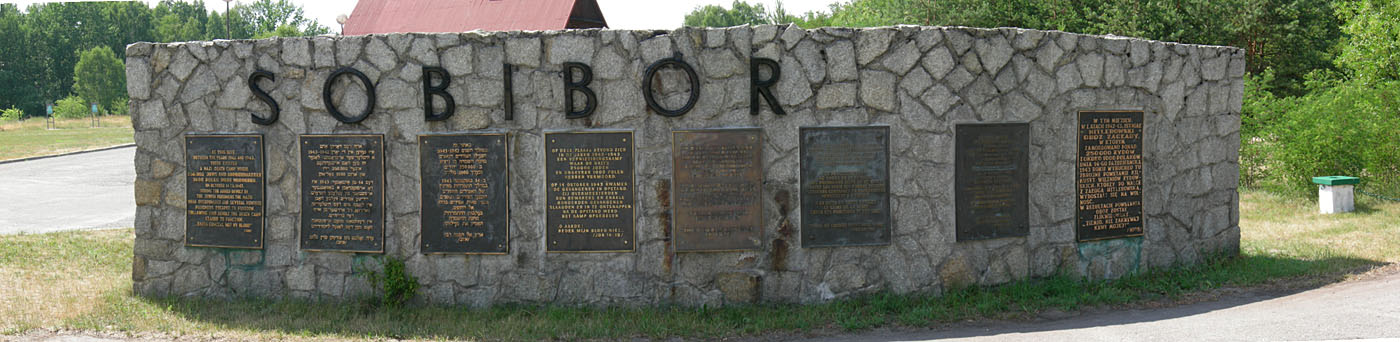
Gedenkinschriften am Lagereingang (bis ca. 2018)
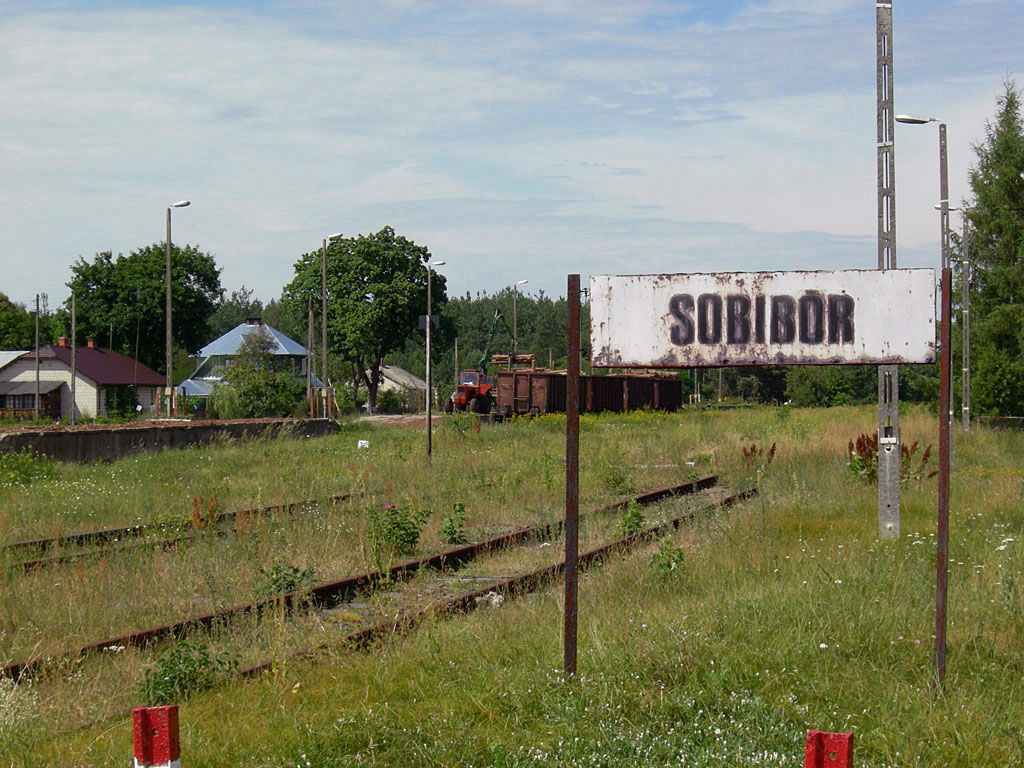
Bahnhof Sobibór (2007)
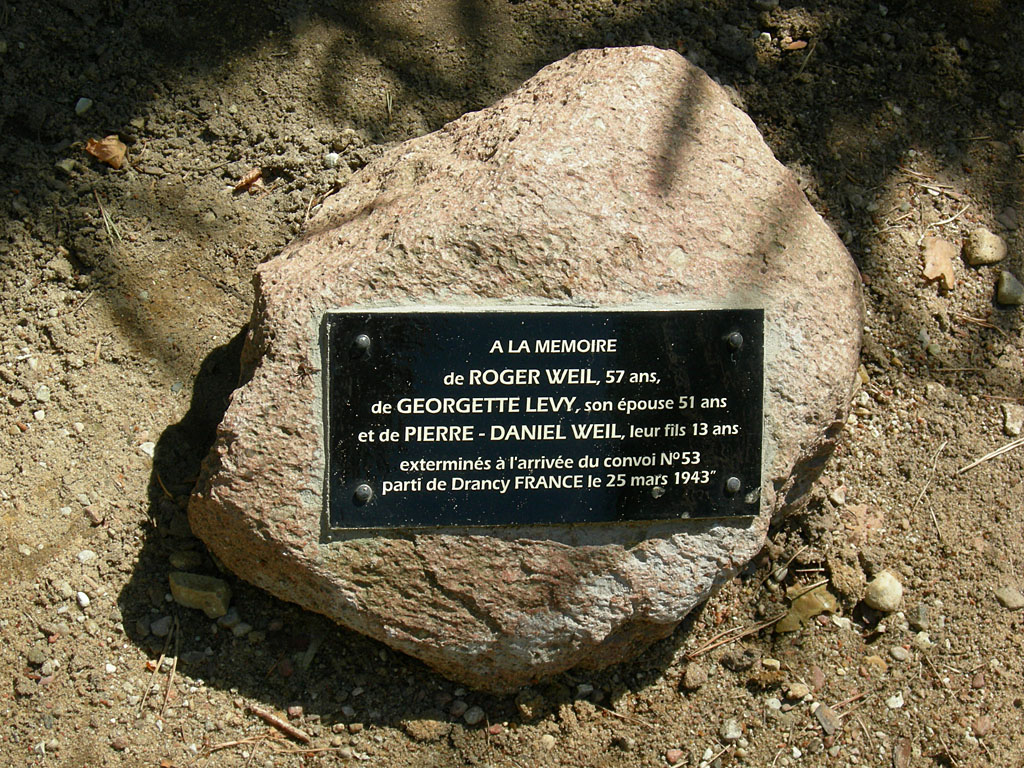
Gedenkinschrift in der Gedenkallee für Opfer eines Transports aus dem Sammellager Drancy
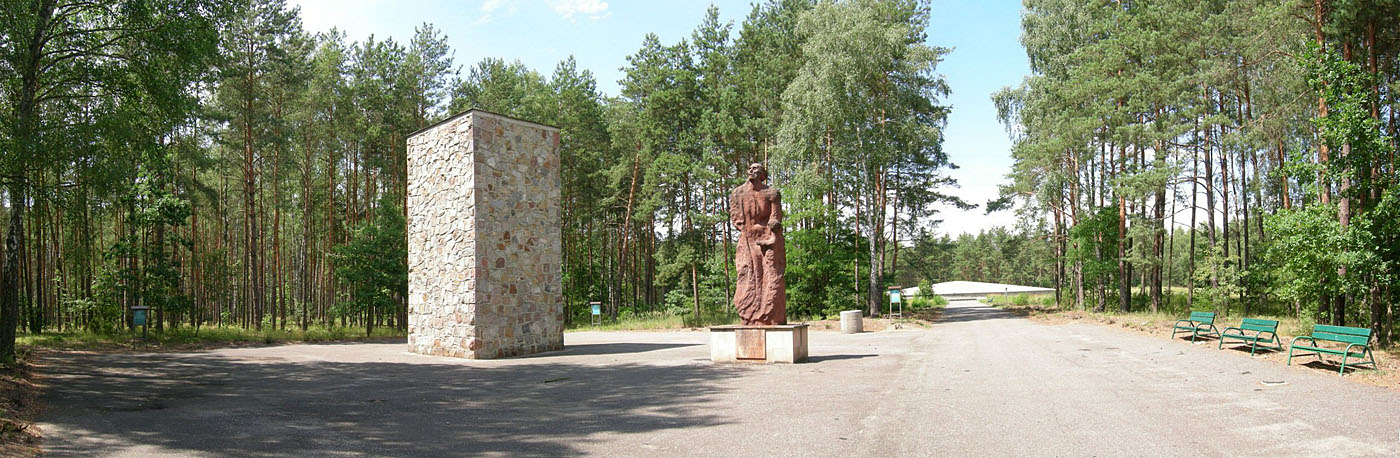
Mahnmal (Statue Mutter mit Kind) im Lager (bis ca. 2018)
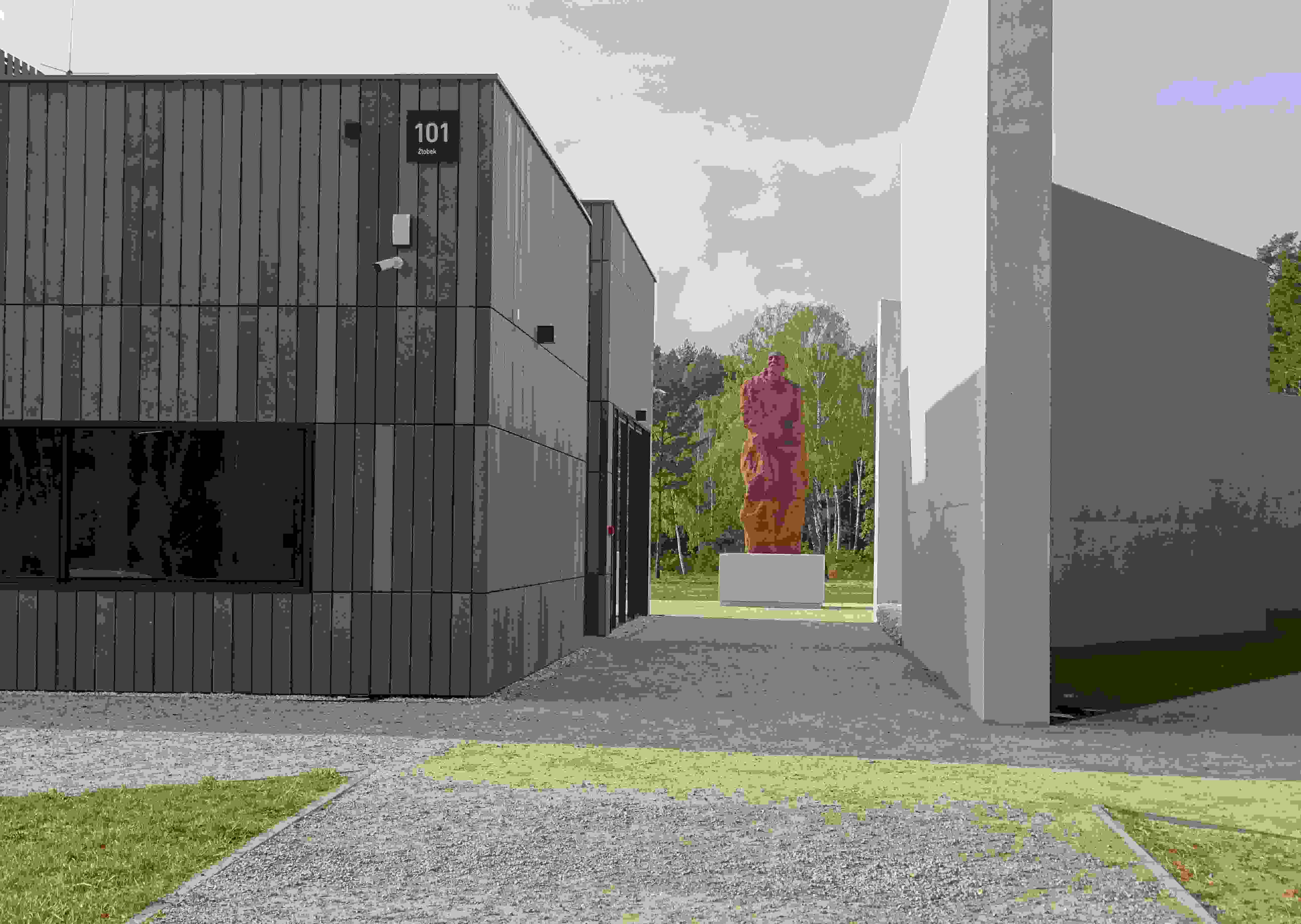
Statue einer Mutter mit ihrem Kind von Mieczysław Welter vor dem Museum Gedenkstätte Sobibor (Okt.2023)
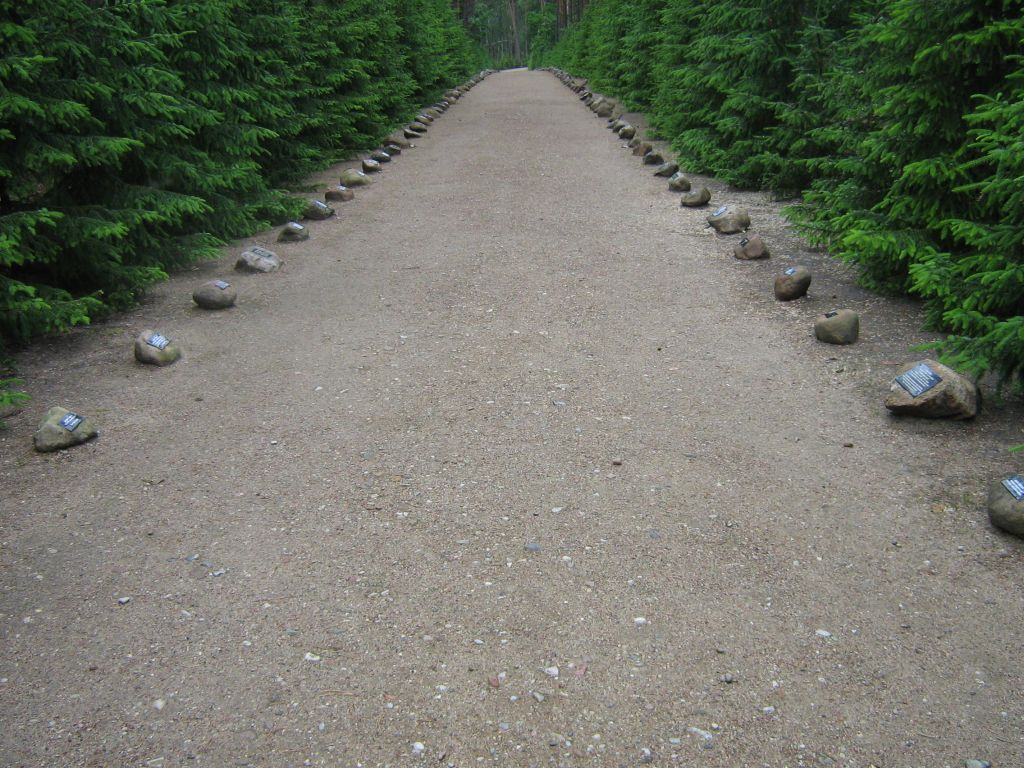
alte Gedenkallee
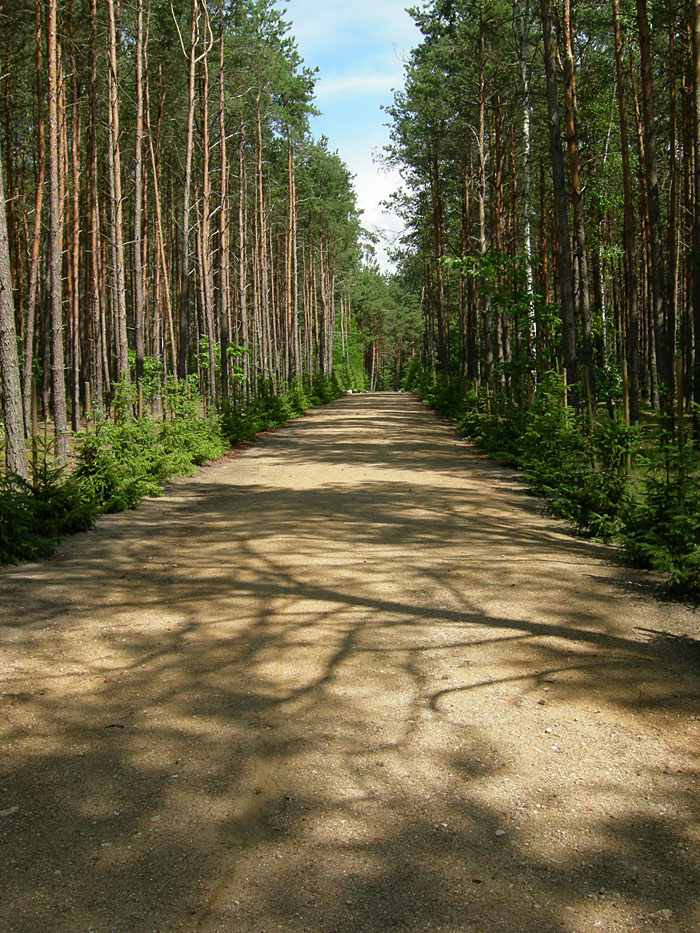
Himmelsstraße
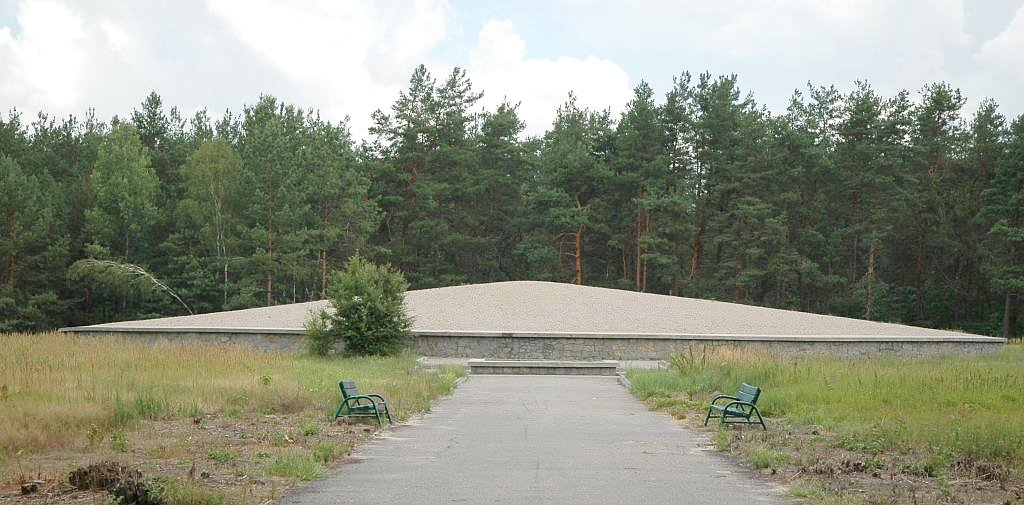
Mausoleum an der Gedenkstätte Sobibór
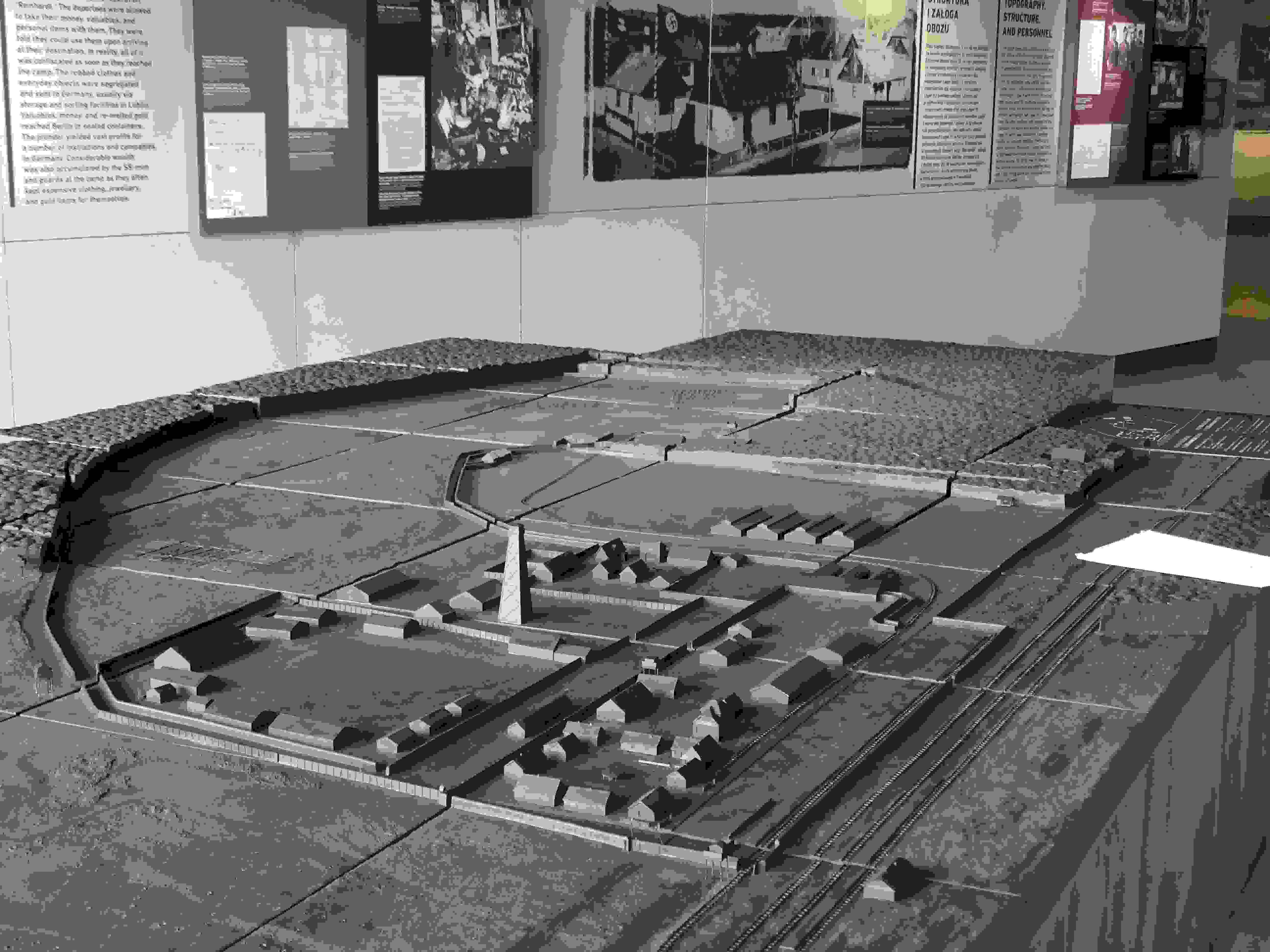
Das Modell des Todeslagers (1943) im Museum der Gedenkstätte Sobibór
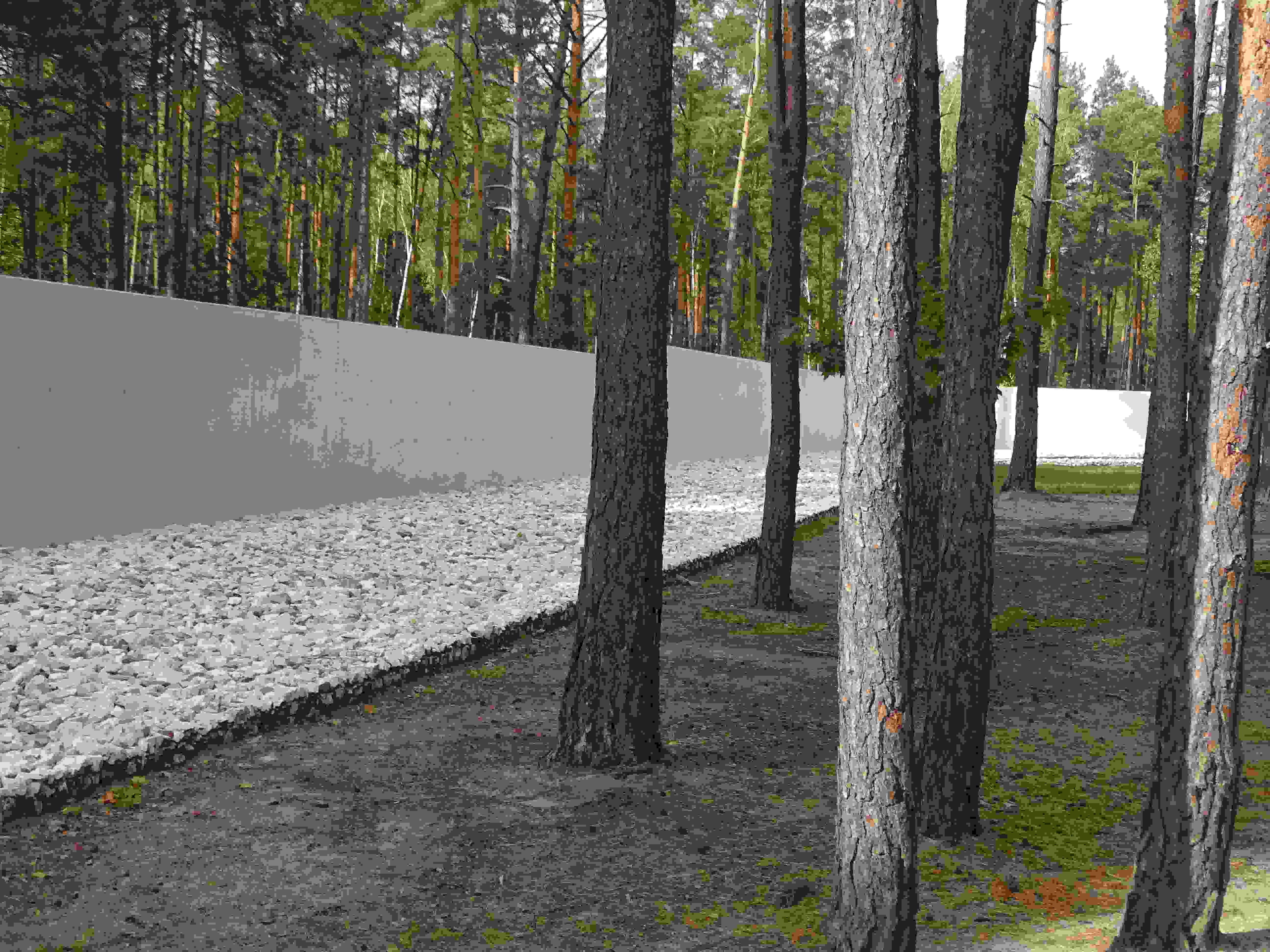
Blick auf die neugestaltete Himmelsstraße („der Schlauch“) in der Gedenkstätte Sobibór (Okt. 2023)
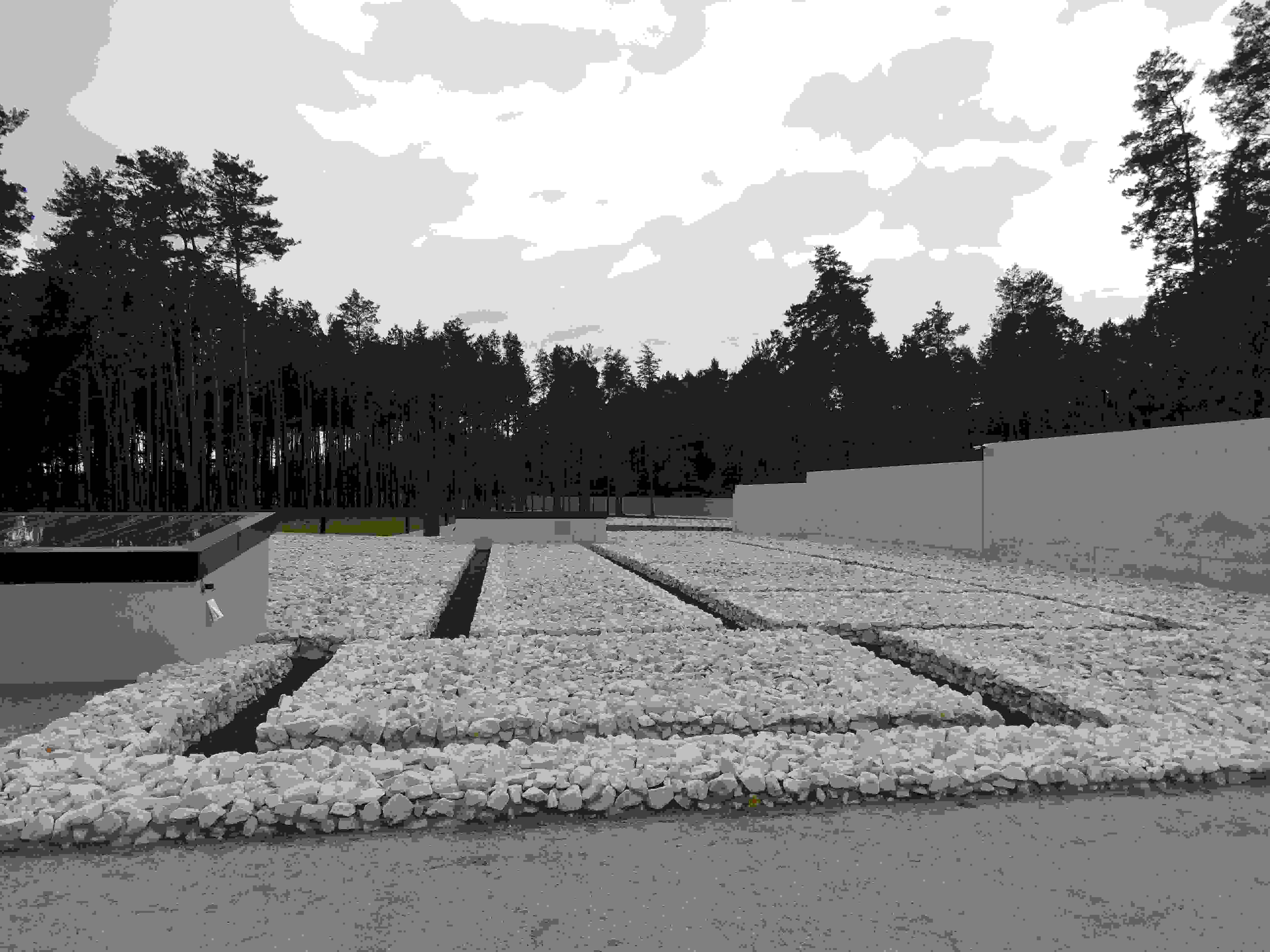
Gedenkstätte Sobibor – Die Himmelsstraße endet vor der Gaskammer
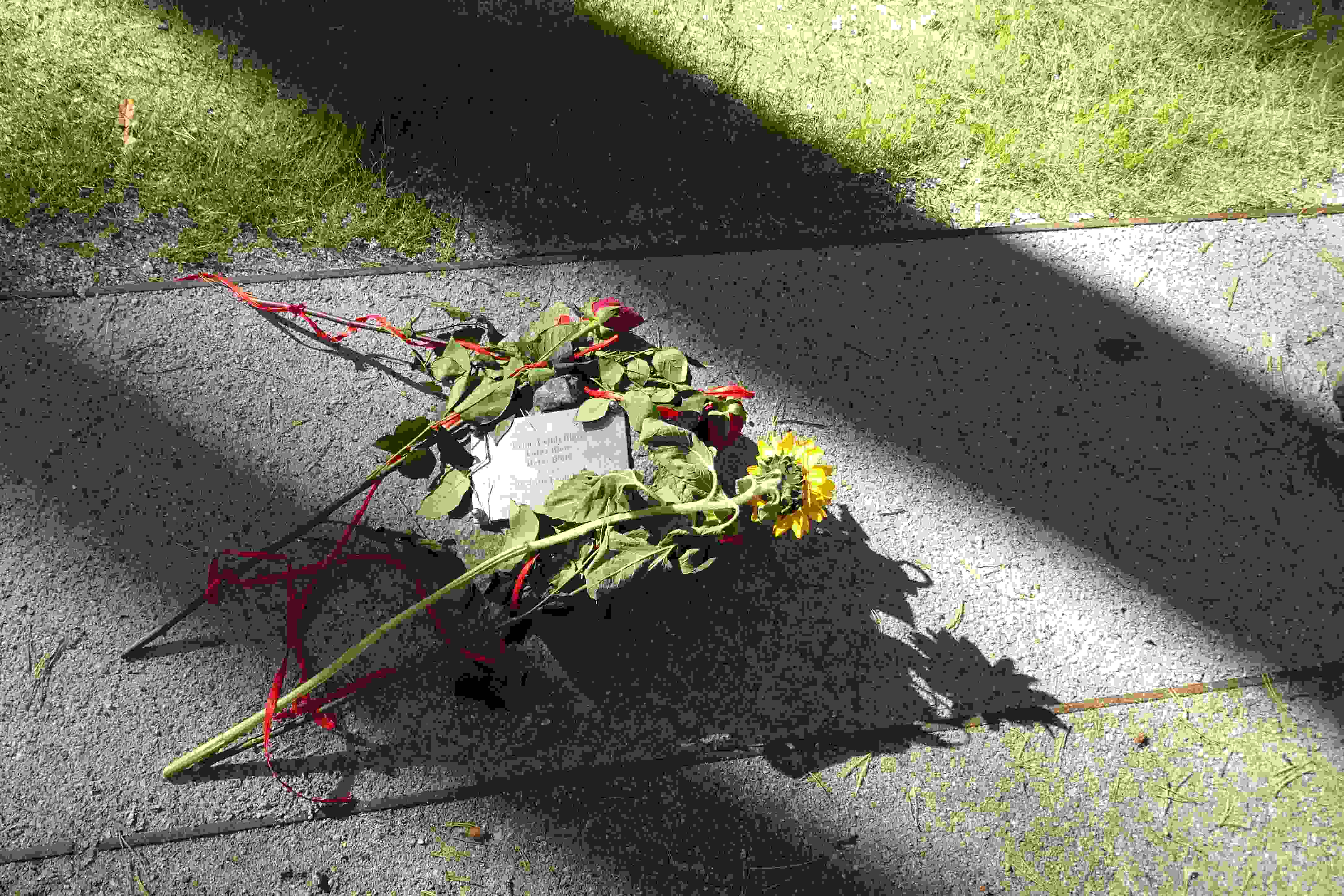
Der Gedenkstein für die Familie von Thomas Blatt am 80. Jahrestages des Aufstandes von Sobibór

## Filme
- Sobibor von Konstantin Chabenski, 2018
- Flucht aus Sobibor (Regie: Jack Gold, 1987) – Filmbeschreibung bei IMDb – Escape from Sobibor auf YouTube (englisch)
- Shoah, Frankreich 1985, Regie: Claude Lanzmann
- Sobibor, 14. Oktober 1943, 16 Uhr (Dokumentarfilm, vor allem des Interviews mit Yehuda Lerner, einem Überlebenden des Aufstandes; Regie: Claude Lanzmann, Frankreich 2001) Filmbeschreibung
- Die Verwandlung des guten Nachbarn (Dokumentarfilm, Regie: Peter Nestler, Deutschland 2002)
- Aufstand in Sobibor (Dokumentarfilm, Regie: Pavel Kogan, Lily Van Den Bergh, UdSSR/NL 1989/2011)
- Auf der Suche nach Fritz Kann, Dokumentarfilm 2020/2022, Produzent und Regie Marcel Kolvenbach, Deutschland, Polen, Argentinien 100 min, (Trailer (2022))
- Sobibor - Anatomie eines Vernichtungslagers Dokumentarfilm von Gabi Schlag, 2024, via ARTE Mediathek bis zum 21. April 2024 online einsehbar